# Aubers
Aubers é uma comuna francesa na região administrativa de Altos da França, no departamento do Norte. Estende-se por uma área de 10.14 km². Em 2010 a comuna tinha 1 676 habitantes (densidade: 165,3 hab./km²).